# Thomas D’Souza
Thomas D’Souza (Adyarpadav, Mangalor, 26 de agosto de 1950) é um prelado indiano, atual arcebispo metropolitano de Calcutá.

## Biografia
Thomas D’Souza foi ordenado padre em 16 de abril de 1977 por Eric Benjamin Moktan.
O Papa João Paulo II o nomeou em 14 de junho de 1997 como bispo de Bagdogra, sendo consagrado em 25 de janeiro de 1998, pelo arcebispo Henry Sebastian D’Souza, tendo como co-consagrantes o cardeal Telesphore Placidus Toppo e o bispo Stephen Lepcha.
Em 12 de março de 2011, foi feito arcebispo coadjutor de Calcutá, pelo Papa Bento XVI, sucedendo ao comando da Sé em 23 de fevereiro de 2012.
Ele atua como membro da Comissão de Educação da Conferência dos Bispos Católicos da Índia.